# Marededeu de Ripoll (Enric Serra)
La Marededeu de Ripoll és un esbós d'Enric Serra Auqué fet el 1887 per la composició d'un mosaic amb la Mare de Déu i el Nen que el papa Lleó XIII li va encarregar pel monestir de Ripoll.
L'obra es conserva a la Biblioteca Museu Víctor Balaguer amb el número de registre 10 d'ençà que va ser donada pel mateix autor l'any 1888.
En aquest esbós s'hi representa la Verge Maria entronitzada amb el Nen Jesús sobre les cames, frontalment i ocupant tota la composició. En el marge superior hi ha dos semicercles concèntrics per damunt del qual hi ha un fons fosc. En el semicercle superior hi ha una inscripció referida a la donació que el papa Lleó XIII realitzà d'aquesta peça. La Verge i el Nen vesteixen una túnica ampla i porten un gran nimbe circular. A terra, davant dels peus dels retratats, hi ha flors.